# Contenuti aggiuntivi di The Sims 4
Questa voce elenca tutti i DLC, ovvero Expansion Pack, Game Pack, Stuff Pack e Kit e i contenuti aggiuntivi del videogioco The Sims 4.

## DLC
I DLC qui di seguito sono elencati con colore diverso in base al macrotema di riferimento.
     Amici e familiari
     Architettura e decorazioni
     Attività quotidiane
     Avventura all'aria aperta
     Carriera e stile di vita
     Moda e stile di vita
     Soprannaturale e fantasy

### Expansion Pack
Gli Expansion Pack aggiungono molte possibilità di gioco. Hanno un tema specifico, aggiungono nuovi tratti, abilità, oggetti e parti del Create-A-Sim.
| Anno | #  | Titolo           | Titolo                                                       | Data di uscita | Descrizione | Scenario                      | Creature/NPC                                          | Carriere e professioni                          | Fonti    |
| ---- | -- | ---------------- | ------------------------------------------------------------ | --- | --- | ----------------------------- | ----------------------------------------------------- | ----------------------------------------------- | -------- |
| 2015 | 1  |                  | Al Lavoro!                                                   | 31 marzo 2015 2 aprile 2015 20 marzo 2018 (console) | Aggiunge nuove professioni come il detective, il medico, lo scienziato e i proprietari di negozi al dettaglio.                                                                       | Magnolia Promenade            | Alieni                                                | Detective, medico, scienziato, commerciante     | [ S 1 ]  |
| 2015 | 2  | Usciamo Insieme! | 8 dicembre 2015 10 dicembre 2015 11 settembre 2018 (console) | Aggiunge i club con regole e attività personalizzate, uno scenario ispirato alle città europee da esplorare ed eventi di gruppo a cui i Sim possono partecipare.                       | Windenburg | —                             | —                                                     | [ S 2 ]                                         |          |
| 2016 | 3  | Vita in Città    | 1º novembre 2016 3 novembre 2016 14 novembre 2017 (console)  | Offre appartamenti in grattacieli in una città diversificata e vivace con diversi festival.                                                                                            | San Myshuno | —                             | Politico, critico, esperto di social media            | [ S 3 ]                                         |          |
| 2017 | 4  |                  | Cani & Gatti                                                 | 10 novembre 2017 31 luglio 2018 (console) | Integra cani e gatti nella vita dei Sim, con l'opzione di intraprendere la carriera da veterinario.                                                                                  | Brindleton Bay                | Animali da compagnia                                  | Veterinario                                     | [ S 4 ]  |
| 2018 | 5  |                  | Stagioni                                                     | 22 giugno 2018 13 novembre 2018 (console) | Introduce le stagioni, gli agenti atmosferici, come la pioggia e la neve e le festività.                                                                                             | —                             | —                                                     | Giardiniere, botanico                           | [ S 5 ]  |
| 2018 | 6  |                  | Nuove Stelle                                                 | 16 novembre 2018 12 febbraio 2019 (console) | Offre ai Sims la possibilità di intraprendere la carriera di attore, diventare star dei social media e sperimentare lo stile di vita delle celebrità.                                | Del Sol Valley                | Celebrità                                             | Attore, influencer                              | [ S 6 ]  |
| 2019 | 7  |                  | Vita sull'Isola                                              | 21 giugno 2019 16 luglio 2019 (console) | Permette ai Sims di vivere fuori dalla rete in un mondo tropicale, caratterizzato da elementi di vita isolana e considerazioni ambientali.                                           | Sulani                        | Sirene, delfini                                       | Ambientalista, bagnino, pescatore, sommozzatore | [ S 7 ]  |
| 2019 | 8  |                  | Vita Universitaria                                           | 15 novembre 2019 17 dicembre 2019 (console) | Consente ai Sims di frequentare l'università, scegliere la loro specializzazione, sperimentare la vita del campus e conseguire lauree che avranno un impatto sulla loro carriera.    | Britechester                  | Servo                                                 | Ingegneria, istruzione, legge                   | [ S 8 ]  |
| 2020 | 9  | Vita Ecologica   | 5 giugno 2020                                                | Incoraggia uno stile di vita sostenibile realizzando oggetti eco-compatibili e influenzando lo stato ambientale del quartiere.                                                         | Evergreen Harbor | —                             | Progettista civile, artigiano                         | [ S 9 ]                                         |          |
| 2020 | 10 |                  | Oasi Innevata                                                | 13 novembre 2020 | Offre attività sportive invernali in un nuovo mondo ispirato al Giappone, consentendo ai Sims di esplorare la cultura locale.                                                        | Monte Komorebi                | —                                                     | Lavoratore salariato                            | [ S 10 ] |
| 2021 | 11 |                  | Vita in Campagna                                             | 22 luglio 2021 | Introduce uno stile di vita più semplice in campagna, con l'opportunità per i Sims di coltivare cibo, allevare animali da fattoria e partecipare alle attività del villaggio.        | Henford-on-Bagley             | Volpi, conigli, lama, mucche, galli, galline, pulcini | Allevatore                                      | [ S 11 ] |
| 2022 | 12 | Vita da Liceali  | 28 luglio 2022                                               | Si concentra sulle esperienze degli adolescenti durante il liceo, comprese le attività extrascolastiche, le relazioni sentimentali tra adolescenti e le complessità emotive.           | Copperdale | —                             | Influencer, streamer di videogiochi                   | [ S 12 ]                                        |          |
| 2023 | 13 |                  | Cresciamo Insieme                                            | 16 marzo 2023 | Si concentra sulle dinamiche familiari, sull'educazione dei figli, sul gameplay multigenerazionale e amplia le opzioni di gioco per la nuova fase di vita dei Sim neonati.           | San Sequoia                   | —                                                     | —                                               | [ S 13 ] |
| 2023 | 14 | Vita nel Ranch   | 20 luglio 2023                                               | Introduce i cavalli come animali domestici o compagni, con un gameplay incentrato sulla cura dei cavalli, l'equitazione e le competizioni, ambientato nel sud-ovest degli Stati Uniti. | Chestnut Ridge | Cavalli, caprette e pecorelle | —                                                     | [ S 14 ]                                        |          |
| 2023 | 15 |                  | In Affitto                                                   | 7 dicembre 2023 | Introduce un sistema di alloggi in affitto, consentendo ai Sims di gestire proprietà in affitto o di affittare case, in un mondo ispirato al sud-est asiatico.                       | Tomarang                      | —                                                     | Factotum                                        | [ S 15 ] |
| 2024 | 16 |                  | Colpo di fulmine                                             | 25 luglio 2024 | Si concentra sulle relazioni sentimentali, con nuove interazioni sociali e attività di coppia, in un mondo ispirato a Città del Messico.                                             | Ciudad Enamorada              | L'Orso dell'Anello                                    | Consulente di coppia                            | [ S 16 ] |
| 2024 | 17 |                  | Vita e Morte                                                 | 31 ottobre 2024 | I Sim potranno visitare cimiteri, scrivere testamenti, lavorare con il Tristo Mietitore ed esplorare le cripte, pianificare funerali, leggere i tarocchi e addirittura reincarnarsi. | Ravenwood                     | Fantasmi                                              | Tristo Mietitore, agente funebre                | [ S 17 ] |
| 2025 | 18 |                  | Hobby & Attività                                             | 6 marzo 2025 | I Sim potranno aprire le proprie attività vendendo oggetti realizzati oppure sfruttando le proprie abilità. Potranno inoltre partecipare a corsi di formazione e diventare mentori.  | Nordhaven                     | —                                                     | Tatuatore                                       | [ S 18 ] |
| 2025 | 19 |                  | Natura Incantata                                             | 10 luglio 2025 | | Innisgreen                    | Fate                                                  |                                                 | [ S 19 ] |

### Game Pack
I Game Pack, a differenza degli EP, sono più piccoli, ma più grandi di uno Stuff Pack in quanto contiene nuove dinamiche di gioco.
| Anno | #  | Titolo                     | Titolo                                      | Data di uscita | Descrizione | Tema             | Scenario             | Creature      | Fonti    |
| ---- | -- | -------------------------- | ------------------------------------------- | --- | --- | ---------------- | -------------------- | ------------- | -------- |
| 2015 | 1  |                            | Gita all'aria aperta                        | 13 gennaio 2015 4 dicembre 2018 (console)                                                                               | Offre ai Sims l'opportunità di esplorare aree selvagge, andare in campeggio, fare escursioni e entrare in contatto con la natura in un nuovo mondo rustico.                                                    | Gite e vacanze   | Granite Falls        | Orsi, eremiti | [ S 20 ] |
| 2015 | 2  |                            | Un giorno alla Spa                          | 14 luglio 2015 18 aprile 2019 (console) 7 settembre 2021 (refresh pack)                                                 | Offre ai Sims un'esperienza di una Spa di lusso, con trattamenti incentrati sul benessere. | Centri benessere | —                    | —             | [ S 21 ] |
| 2016 | 3  | Mangiamo fuori             | 7 luglio 2016 8 gennaio 2018 (console)      | Permette ai Sims di possedere e gestire ristoranti, provare nuovi cibi e divertirsi mangiando fuori.                    | Ristoranti | —                | —                    | [ S 22 ]      |          |
| 2017 | 4  |                            | Vampiri                                     | 24 gennaio 2017 14 novembre 2017 (console)                                                                              | Introduce la possibilità per i Sims di diventare vampiri e sviluppare abilità soprannaturali. | Soprannaturale   | Forgotten Hollow     | Vampiri       | [ S 23 ] |
| 2017 | 5  |                            | Vita da genitori                            | 30 maggio 2017 19 giugno 2018 (console)                                                                                 | Amplia l'esperienza di crescere una famiglia, offrendo nuove funzionalità di gioco per diverse fasi della vita e sfide aggiuntive per i genitori.                                                              | Genitorialità    | —                    | —             | [ S 24 ] |
| 2018 | 6  |                            | Avventura nella Giungla                     | 27 febbraio 2018 4 dicembre 2018 (console)                                                                              | Esplora rovine, scopri manufatti e affronta sfide in un mondo di giungla ispirato all'America Latina. Scopri le culture locali e raccogli ingredienti unici.                                                   | Avventura        | Selvadorada          | Scheletri     | [ S 25 ] |
| 2019 | 7  |                            | StrangerVille                               | 26 febbraio 2019 14 maggio 2019 (console)                                                                               | Presenta una nuova città incentrata sul mistero, con un percorso di carriera militare sbloccabile e la possibilità di risolvere i segreti della città.                                                         | Mistero          | StrangerVille        | —             | [ S 26 ] |
| 2019 | 8  | Regno della Magia          | 10 settembre 2019 15 ottobre 2019 (console) | Permette ai Sims di diventare incantatori, imparare incantesimi, preparare pozioni e vivere in un mondo pieno di magia. | Soprannaturale | Glimmerbrook     | Incantatori, famigli | [ S 27 ]      |          |
| 2020 | 9  | Star Wars: Viaggio a Batuu | 8 settembre 2020                            | Visita Batuu, un mondo a tema Star Wars. Sono inclusi personaggi di Star Wars degni di nota come Rey e Kylo Ren.        | Star Wars | Batuu            | —                    | [ S 28 ]      |          |
| 2021 | 10 |                            | Arredi da Sogno                             | 1º giugno 2021 | Introduce la carriera di decoratore d'interni, consentendo ai Sims di rinnovare e arredare le loro case con nuovi mobili e opzioni di design.                                                                  | Ristrutturazioni | —                    | —             | [ S 29 ] |
| 2022 | 11 |                            | Il mio matrimonio                           | 23 febbraio 2022 | Introduce il gameplay incentrato sull'organizzazione dei matrimoni, inclusa la personalizzazione dei dettagli, la scelta delle tradizioni, l'assunzione dei fornitori e l'esperienza di potenziali imprevisti. | Matrimoni        | Tartosa              | —             | [ S 30 ] |
| 2022 | 12 |                            | Lupi Mannari                                | 16 giugno 2022 | Permette ai Sims di trasformarsi in lupi mannari, esplorare la tradizione dei lupi mannari, unirsi a branchi e sperimentare gli aspetti selvaggi della loro natura.                                            | Soprannaturale   | Moonwood Mill        | Lupi mannari  | [ S 31 ] |

### Stuff Pack
Gli Stuff Pack contengono nuovi oggetti e elementi del CAS, ed ampliano anche la dinamica di gioco, introducendo nuovi oggetti di gameplay.
| Anno | #  | Titolo                 | Titolo                  | Data di uscita                                                      | Contenuto                                                                                    | Gameplay                                                      | Fonti    |
| ---- | -- | ---------------------- | ----------------------- | ------------------------------------------------------------------- | -------------------------------------------------------------------------------------------- | ------------------------------------------------------------- | -------- |
| 2015 | 1  |                        | Feste di lusso          | 19 maggio 2015                                                      | Oggetti di alta classe, abiti e trucchi da sfoggiare nelle feste                             | Tavolo da buffet, fontana di cioccolato                       | [ S 32 ] |
| 2015 | 2  |                        | Esterni da sogno        | 16 giugno 2015                                                      | Articoli per esterni                                                                         | Vasca idromassaggio                                           | [ S 33 ] |
| 2015 | 3  |                        | Cucina perfetta         | 11 agosto 2015                                                      | Articoli da cucina                                                                           | Macchina per il gelato                                        | [ S 34 ] |
| 2015 | 4  |                        | Accessori da brivido    | 29 settembre 2015                                                   | Articoli a tema spettrale; festa spettrale                                                   | Ciotola di dolci spettrali, zucca da intagliare               | [ S 35 ] |
| 2016 | 5  |                        | Serata cinema           | 12 gennaio 2016                                                     | Articoli bohémien e per cinema domestici                                                     | Schermo da cinema, macchina per i popcorn                     | [ S 36 ] |
| 2016 | 6  | Giardini romantici     | 9 febbraio 2016         | Articoli per la decorazione di giardini                             | Fontana; pozzo dei desideri                                                                  | [ S 37 ]                                                      |          |
| 2016 | 7  | Stanza dei bimbi       | 28 giugno 2016          | Articoli per la decorazione di camerette per bambini                | Teatro delle marionette, postazione da battaglia                                             | [ S 38 ]                                                      |          |
| 2016 | 8  |                        | Divertimento in cortile | 19 luglio 2016                                                      | Articoli per la decorazione di spazi esterni                                                 | Scivolo d'acqua, mangiatoia per uccelli, campanella a vento   | [ S 39 ] |
| 2016 | 9  | Vintage Glamour        | 6 dicembre 2016         | Articoli ispirati all'età d'oro Hollywoodiana degli anni Trenta     | Toeletta, bar mappamondo                                                                     | [ S 40 ]                                                      |          |
| 2017 | 10 |                        | Serata Bowling          | 29 marzo 2017                                                       | Articoli in stile rockabily e mid-century, adatti per l'arredo di sale da bowling            | Pista da bowling                                              | [ S 41 ] |
| 2017 | 11 |                        | Fitness                 | 20 giugno 2017                                                      | Articoli moderni e sportivi, adatti per l'arredo di palestre e centri sportivi               | Muro da arrampicata, auricolari                               | [ S 42 ] |
| 2017 | 12 |                        | Bebè                    | 24 agosto 2017                                                      | Giochi per i bebè e articoli per la decorazione di parchi                                    | Scivolo, piscina con palline, tunnel                          | [ S 43 ] |
| 2018 | 13 |                        | Giorno di Bucato        | 16 gennaio 2018                                                     | Arredi a tema campagnolo e oggetti dediti al bucato                                          | Lavatrice, asciugatrice, filo da bucato, tinozza              | [ S 44 ] |
| 2018 | 14 | Il mio primo animale   | 13 marzo 2018           | Animali di piccola taglia, abbigliamento per animali e nuovi mobili | Roditori                                                                                     | [ S 45 ]                                                      |          |
| 2019 | 15 |                        | Moschino                | 13 agosto 2019                                                      | Abiti targati Moschino, oggetti dallo stile contemporaneo e la carriera di fotografo di moda | Treppiedi                                                     | [ S 46 ] |
| 2020 | 16 |                        | Mini Case               | 21 gennaio 2020                                                     | Arredamento minimale, piastrelle a emissione zero                                            | Letto a scomparsa                                             | [ S 47 ] |
| 2020 | 17 |                        | Portento del Punto      | 28 luglio 2020                                                      | Articoli per il lavoro a maglia, due stazioni radio                                          | Sedia a dondolo, set per lavorare a maglia                    | [ S 48 ] |
| 2021 | 18 |                        | Fenomeni Paranormali    | 26 gennaio 2021                                                     | Ospiti spettrali, le sedute spiritiche e la carriera di investigatore paranormalie           | Sfera di cristallo, tavolo spiritico                          | [ S 49 ] |
| 2023 | 19 |                        | Frenesie ai Fornelli    | 28 settembre 2023                                                   | Articoli sulla cucina domestica e vendita di prodotti alimentari                             | Forno elettrico per le pizze, planetaria, piastra per gauffre | [ S 50 ] |
| 2024 | 20 | Creazioni di cristallo | 29 febbraio 2024        | Creazione di gioielli con metalli e cristalli                       | Tavolo gemmalogico                                                                           | [ S 51 ]                                                      |          |

### Kit
I Kit sono dei mini pacchetti che interessano solo un ambito particolare della vita e introducono pochi oggetti, elementi nuovi o vestiti.
Dal 13 novembre 2024 sono stati introdotti i Creator Kit, ovvero dei kit creati dalla community di The Sims. Nella tabella qui di seguito, i Creator Kit sono indicati con il carattere C seguito dal suo numero progressivo.
| Anno | #  | Titolo               | Titolo                                    | Data di uscita                                  | Contenuto                                                                | Fonti    |
| ---- | -- | -------------------- | ----------------------------------------- | ----------------------------------------------- | ------------------------------------------------------------------------ | -------- |
| 2021 | 1  |                      | Moda Rétro                                | 2 marzo 2021                                    | Abiti sportivi rétro                                                     | [ S 52 ] |
| 2021 | 2  |                      | Cucina di Campagna                        | 2 marzo 2021                                    | Set campagnolo di cucina                                                 | [ S 53 ] |
| 2021 | 3  |                      | Pulizie di Primavera                      | 2 marzo 2021                                    | Aspirapolvere e batuffoli di polvere                                     | [ S 54 ] |
| 2021 | 4  |                      | Oasi in Giardino                          | 18 maggio 2021                                  | Arredamento e architettura marocchine                                    | [ S 55 ] |
| 2021 | 5  | Loft Industriale     | 26 agosto 2021                            | Arredamento ispirato ai depositi di Brooklyn    | [ S 56 ]                                                                 |          |
| 2021 | 6  |                      | Viaggio a Incheon                         | 5 ottobre 2021                                  | Abiti ispirati alla moda dell'aeroporto di Seul                          | [ S 57 ] |
| 2021 | 7  | Fashion Street       | Abiti ispirati a Mumbai                   | 5 ottobre 2021                                  | [ S 58 ]                                                                 |          |
| 2021 | 8  |                      | Interni Floreali                          | 9 novembre 2021                                 | Piante e fiori da interni                                                | [ S 59 ] |
| 2021 | 9  |                      | Modern Menswear                           | 2 dicembre 2021                                 | Abbigliamento maschile classico                                          | [ S 60 ] |
| 2022 | 10 | Colori di Carnevale  | 3 febbraio 2022                           | Abiti ispirati al Carnevale brasiliano          | [ S 61 ]                                                                 |          |
| 2022 | 11 |                      | Arredamento Massimalista                  | 21 marzo 2022                                   | Arredamento con articoli eclettici e astratti                            | [ S 62 ] |
| 2022 | 12 |                      | Chic al Chiaro di Luna                    | 26 maggio 2022                                  | Abbigliamento da serata                                                  | [ S 63 ] |
| 2022 | 13 |                      | Piccoli Campeggiatori                     | 26 maggio 2022                                  | Oggetti da campeggio per bambini                                         | [ S 64 ] |
| 2022 | 14 |                      | Primi Passi nella Moda                    | 1º settembre 2022                               | Abbigliamento per bambini                                                | [ S 65 ] |
| 2022 | 15 |                      | Lusso nel Deserto                         | 14 settembre 2022                               | Articoli lussuosi per interni/esterni ispirati al deserto sudoccidentale | [ S 66 ] |
| 2022 | 16 | Tinte Pastello       | 10 novembre 2022                          | Arredi ispirati all'estate degli anni '60 e '70 | [ S 67 ]                                                                 |          |
| 2022 | 17 | Oggettini quotidiani | 10 novembre 2022                          | Oggetti decorativi                              | [ S 68 ]                                                                 |          |
| 2023 | 18 |                      | Collezione Simtima                        | 19 gennaio 2023                                 | Abbigliamento intimo                                                     | [ S 69 ] |
| 2023 | 19 |                      | Oggettini da bagno                        | 19 gennaio 2023                                 | Oggetti decorativi da bagno                                              | [ S 70 ] |
| 2023 | 20 | Oasi Verde           | 20 aprile 2023                            | Oggetti per la costruzione di una serra         | [ S 71 ]                                                                 |          |
| 2023 | 21 | Tesori Nascosti      | 20 aprile 2023                            | Arredamento di antiquariato                     | [ S 72 ]                                                                 |          |
| 2023 | 22 |                      | Grunge Revival                            | 1º giugno 2023                                  | Abbigliamento urban                                                      | [ S 73 ] |
| 2023 | 23 |                      | Angolo dei Libri                          | 1º giugno 2023                                  | Arredamento per librerie e biblioteche                                   | [ S 74 ] |
| 2023 | 24 |                      | Un tuffo in Piscina                       | 7 settembre 2023                                | Completi da piscina e costumi da bagno                                   | [ S 75 ] |
| 2023 | 25 |                      | Lusso Moderno                             | 7 settembre 2023                                | Arredamento lussuoso                                                     | [ S 76 ] |
| 2024 | 26 |                      | Goth a Gogo                               | 18 gennaio 2024                                 | Abbigliamento gotico                                                     | [ S 77 ] |
| 2024 | 27 |                      | Castelli di Classe                        | 18 gennaio 2024                                 | Architettura medievale                                                   | [ S 78 ] |
| 2024 | 28 |                      | Omaggio Urbano                            | 18 aprile 2024                                  | Abbigliamento urban in collaborazione con Ebonix                         | [ S 79 ] |
| 2024 | 29 |                      | Feste da Manuale                          | 18 aprile 2024                                  | Arredamento da festa                                                     | [ S 80 ] |
| 2024 | 30 | Accogliente Bistrò   | 30 maggio 2024                            | Arredamento per ristoranti                      | [ S 81 ]                                                                 |          |
| 2024 | 31 |                      | 30 maggio 2024                            | Rifugio in Riviera                              | Arredamento per patio                                                    | [ S 82 ] |
| 2024 | 32 |                      | Atelier                                   | 19 settembre 2024                               | Arredamento per studi artistici                                          | [ S 83 ] |
| 2024 | 33 |                      | Cameretta Fiabesca                        | 19 settembre 2024                               | Arredamento per camera di infanti e bebè a tema fiabesco                 | [ S 84 ] |
| 2025 | 34 |                      | Rifugio segreto                           | 16 gennaio 2025                                 | —                                                                        | [ S 85 ] |
| 2025 | 35 | Postazione da gamer  | Arredamento per lo studio in stile gaming | 16 gennaio 2025                                 | [ S 86 ]                                                                 |          |
| 2025 | 36 |                      | Casa Casanova                             | 16 gennaio 2025                                 | Arredamento di stile contemporaneo                                       | [ S 87 ] |

### Creator Kit
Dal 14 novembre 2024 sono stati introdotti i Creator Kit, ovvero dei kit creati direttamente dalla community di The Sims.
| Anno | # | Titolo              | Data di uscita   | Contenuto                                                                     | Autore           | Fonti    |
| ---- | - | ------------------- | ---------------- | ----------------------------------------------------------------------------- | ---------------- | -------- |
| 2024 | 1 | Salotto Rétro       | 14 novembre 2024 | Oggetti vintage ispirati ai colori vivaci e ai design moderni di metà secolo. | Myshunosun       | [ S 88 ] |
| 2024 | 2 | Pigiama Party       | 14 novembre 2024 | Accessori per organizzare pigiama party.                                      | Trillyke         | [ S 89 ] |
| 2025 | 3 | Business Chic       | 30 gennaio 2025  | Abbigliamento per l'ufficio                                                   | Madlen           | [ S 90 ] |
| 2025 | 4 | Soggiorno raffinato | 30 gennaio 2025  | Arredamento per il soggiorno                                                  | Pierisim         | [ S 91 ] |
| 2025 | 5 | Dolce attrazione    | 10 aprile 2025   | —                                                                             | Aharris00britney | [ S 92 ] |
| 2025 | 6 | Bagno raffinato     | 10 aprile 2025   | —                                                                             | Syboulette       | [ S 93 ] |

## Funzionalità aggiuntive

### Tipi di morte
| Contenuto aggiuntivo | Contenuto aggiuntivo    | Tipo di morte                       | Note    |
| -------------------- | ----------------------- | ----------------------------------- | ------- |
| Gioco base           | Gioco base              | Vecchiaia                           | [ P 2 ] |
| Gioco base           | Gioco base              | Fame                                |         |
| Gioco base           | Gioco base              | Annegamento                         |         |
| Gioco base           | Gioco base              | Incendio                            |         |
| Gioco base           | Gioco base              | Folgorazione                        |         |
| Gioco base           | Gioco base              | Ilarità                             |         |
| Gioco base           | Gioco base              | Imbarazzo                           |         |
| Gioco base           | Gioco base              | Arresto cardiaco                    |         |
| Gioco base           | Gioco base              | Pianta Mucca                        |         |
| Gioco base           | Gioco base              | Eccesso di sforzo                   | [ P 3 ] |
| Gioco base           | Gioco base              | Meteorite                           |         |
| Gioco base           | Gioco base              | Distributore automatico             |         |
| EP                   | Vita in Città           | Pesce palla                         |         |
| EP                   | Stagioni                | Surriscaldamento                    |         |
| EP                   | Stagioni                | Congelamento                        |         |
| EP                   | Stagioni                | Fulminazione                        | [ P 4 ] |
| EP                   | Stagioni                | Fiori                               | [ P 5 ] |
| EP                   | Vita Ecologica          | Attacco di sciame di mosche         |         |
| EP                   | Vita Ecologica          | Scarabei                            | [ P 6 ] |
| EP                   | Vita in Campagna        | Pollo assassino                     |         |
| EP                   | Vita in Campagna        | Coniglio assassino                  |         |
| EP                   | Oasi Innevata           | Caduta ad alta quota                |         |
| EP                   | Vita da Liceali         | Capsula puzzolente                  |         |
| EP                   | Vita da Liceali         | Leggenda metropolitana              |         |
| EP                   | In Affitto              | Muffa                               |         |
| EP                   | Colpo di Fulmine        | Crepacuore                          |         |
| EP                   | Vita e Morte            | Stormo di corvi assassino           |         |
| GP                   | Avventura nella Giungla | Avvelenamento                       |         |
| GP                   | Un giorno alla Spa      | Vapore                              | [ P 7 ] |
| GP                   | Vampiri                 | Luce solare                         |         |
| GP                   | Strangerville           | Consumata/o dalla madre             |         |
| GP                   | Regno della magia       | Sovraccarico dell'incantatore       |         |
| SP                   | Giardini Romantici      | Pozzo dei desideri                  |         |
| SP                   | Il mio primo animale    | Febbre del roditore                 |         |
| SP                   | Mini Case               | Schiacciamento da letto a scomparsa |         |

### Carriere e professioni
Così come specificato nel riepilogo dei contenuti aggiuntivi si sintetizzano qui di seguito le carriere e le professioni introdotte.
| Contenuto aggiuntivo | Contenuto aggiuntivo | Carriera                  | Ramo                      | Tipo        |
| -------------------- | -------------------- | ------------------------- | ------------------------- | ----------- |
| Gioco base           | Gioco base           | Agente segreto            | Agente diamante           | Full time   |
| Gioco base           | Gioco base           | Agente segreto            | Criminale                 | Full time   |
| Gioco base           | Gioco base           | Astronauta                | Ranger spaziale           | Full time   |
| Gioco base           | Gioco base           | Astronauta                | Trafficante interstellare | Full time   |
| Gioco base           | Gioco base           | Atleta                    | Atleta professionista     | Full time   |
| Gioco base           | Gioco base           | Atleta                    | Culturista                | Full time   |
| Gioco base           | Gioco base           | Baby sitter               | Baby sitter               | Part time   |
| Gioco base           | Gioco base           | Barista                   |                           | Part time   |
| Gioco base           | Gioco base           | Commerciante al dettaglio |                           | Part time   |
| Gioco base           | Gioco base           | Criminale                 | Boss                      | Full time   |
| Gioco base           | Gioco base           | Criminale                 | Oracolo                   | Full time   |
| Gioco base           | Gioco base           | Cuoco                     | Chef                      | Full time   |
| Gioco base           | Gioco base           | Cuoco                     | Mixologo                  | Full time   |
| Gioco base           | Gioco base           | Freelance                 | Programmatore             | Freelance   |
| Gioco base           | Gioco base           | Freelance                 | Artista digitale          | Freelance   |
| Gioco base           | Gioco base           | Freelance                 | Scrittore                 | Freelance   |
| EP                   | Vita Ecologica       | Freelance                 | Artigiano                 | Freelance   |
| SP                   | Moschino             | Freelance                 | Fotografo di moda         | Freelance   |
| SP                   | Fenomeni paranormali | Freelance                 | Investigatore paranormale | Freelance   |
| Gioco base           | Gioco base           | Guru tecnologico          | Imprenditore di startup   | Full time   |
| Gioco base           | Gioco base           | Guru tecnologico          | Giocatore di eSports      | Full time   |
| Gioco base           | Gioco base           | Impiegato del fast food   | Impiegato del fast food   | Part time   |
| Gioco base           | Gioco base           | Influencer di stili       | Creatore di tendenze      | Full time   |
| Gioco base           | Gioco base           | Influencer di stili       | Stilista                  | Full time   |
| Gioco base           | Gioco base           | Intrattenitore            | Comico                    | Full time   |
| Gioco base           | Gioco base           | Intrattenitore            | Musicista                 | Full time   |
| Gioco base           | Gioco base           | Lavoratore manuale        | Lavoratore manuale        | Part time   |
| Gioco base           | Gioco base           | Pittore                   | Maestro del vero          | Full time   |
| Gioco base           | Gioco base           | Pittore                   | Mecenate                  | Full time   |
| Gioco base           | Gioco base           | Scrittore                 | Autore                    | Full time   |
| Gioco base           | Gioco base           | Scrittore                 | Giornalista               | Full time   |
| Gioco base           | Gioco base           | Uomo d'affari             | Direttore gestionale      | Full time   |
| Gioco base           | Gioco base           | Uomo d'affari             | Investitore               | Full time   |
| EP                   | Al lavoro!           | Detective                 | Detective                 | Professione |
| EP                   | Al lavoro!           | Medico                    |                           | Professione |
| EP                   | Al lavoro!           | Scienziato                |                           | Professione |
| EP                   | Vita in città        | Critico                   | Critico d'arte            | Full time   |
| EP                   | Vita in città        | Critico                   | Critico gastronomico      | Full time   |
| EP                   | Vita in città        | Politico                  | Eventi di beneficenza     | Full time   |
| EP                   | Vita in città        | Politico                  | Politico                  | Full time   |
| EP                   | Vita in città        | Social media              | Personalità di Internet   | Full time   |
| EP                   | Vita in città        | Social media              | Pubbliche relazioni       | Full time   |
| EP                   | Stagioni             | Giardiniere               | Botanico                  | Full time   |
| EP                   | Stagioni             | Giardiniere               | Progettista floreale      | Full time   |
| EP                   | Nuove Stelle         | Attore                    | Attore                    | Full time   |
| EP                   | Vita sull'Isola      | Ambientalista             | Biologo marino            | Full time   |
| EP                   | Vita sull'Isola      | Ambientalista             | Responsabile ambientale   | Full time   |
| EP                   | Vita sull'Isola      | Bagnino                   | Bagnino                   | Part time   |
| EP                   | Vita sull'Isola      | Pescatore                 |                           | Part time   |
| EP                   | Vita sull'Isola      | Sommozzatore              |                           | Part time   |
| EP                   | Vita Universitaria   | Ingegnere                 | Ingegnere informatico     | Full time   |
| EP                   | Vita Universitaria   | Ingegnere                 | Ingegnere meccanico       | Full time   |
| EP                   | Vita Universitaria   | Istruzione                | Amministratore            | Full time   |
| EP                   | Vita Universitaria   | Istruzione                | Professore                | Full time   |
| EP                   | Vita Universitaria   | Legge                     | Giudice                   | Full time   |
| EP                   | Vita Universitaria   | Legge                     | Procuratore privato       | Full time   |
| EP                   | Vita Ecologica       | Progettista civile        | Tecnico ambientalista     | Full time   |
| EP                   | Vita Ecologica       | Progettista civile        | Urbanista                 | Full time   |
| EP                   | Oasi Innevata        | Lavoratore salariato      | Esperto                   | Full time   |
| EP                   | Oasi Innevata        | Lavoratore salariato      | Soprindentente            | Full time   |
| EP                   | Vita da Liceali      | Simfluencer               | Simfluencer               | Part time   |
| EP                   | Vita da Liceali      | Streamer di videogiochi   |                           | Part time   |
| EP                   | In Affitto           | Factotum                  | Factotum                  | Part time   |
| GP                   | StrangerVille        | Esercito                  | Agente in incognito       | Full time   |
| GP                   | StrangerVille        | Esercito                  | Ufficiale                 | Full time   |
| GP                   | Arredi da Sogno      | Decoratore d'interni      | Decoratore d'interni      | Full time   |

### Abilità
Abilità per bambini
     Abilità per bebè
| Contenuto aggiuntivo | Contenuto aggiuntivo    | Abilità                  |
| -------------------- | ----------------------- | ------------------------ |
| Gioco base           | Gioco base              | Alta cucina              |
| Gioco base           | Gioco base              | Carisma                  |
| Gioco base           | Gioco base              | Chitarra                 |
| Gioco base           | Gioco base              | Comicità                 |
| Gioco base           | Gioco base              | Cucina                   |
| Gioco base           | Gioco base              | Forma fisica             |
| Gioco base           | Gioco base              | Fotografia               |
| Gioco base           | Gioco base              | Giardinaggio             |
| Gioco base           | Gioco base              | Logica                   |
| Gioco base           | Gioco base              | Malizia                  |
| Gioco base           | Gioco base              | Manualità                |
| Gioco base           | Gioco base              | Missilistica             |
| Gioco base           | Gioco base              | Mixologia                |
| Gioco base           | Gioco base              | Pesca                    |
| Gioco base           | Gioco base              | Pianoforte               |
| Gioco base           | Gioco base              | Pittura                  |
| Gioco base           | Gioco base              | Programmazione           |
| Gioco base           | Gioco base              | Scrittura                |
| Gioco base           | Gioco base              | Videogioco               |
| Gioco base           | Gioco base              | Violino                  |
| Gioco base           | Gioco base              | Creatività               |
| Gioco base           | Gioco base              | Logica                   |
| Gioco base           | Gioco base              | Motoria                  |
| Gioco base           | Gioco base              | Socialità                |
| Gioco base           | Gioco base              | Comunicazione            |
| Gioco base           | Gioco base              | Immaginazione            |
| Gioco base           | Gioco base              | Movimento                |
| Gioco base           | Gioco base              | Pensiero                 |
| Gioco base           | Gioco base              | Vasino                   |
| EP                   | Al Lavoro!              | Cottura al forno         |
| EP                   | Usciamo Insieme!        | Ballo                    |
| EP                   | Usciamo Insieme!        | Mixaggio da DJ           |
| EP                   | Vita in Città           | Canto                    |
| EP                   | Cani & Gatti            | Addestramento cani       |
| EP                   | Cani & Gatti            | Veterinaria              |
| EP                   | Stagioni                | Composizione floreale    |
| EP                   | Nuove Stelle            | Produzione mediale       |
| EP                   | Nuove Stelle            | Recitazione              |
| EP                   | Vita Universitaria      | Ricerca e dibattito      |
| EP                   | Vita Universitaria      | Robotica                 |
| EP                   | Vita Ecologica          | Effervescenza            |
| EP                   | Vita Ecologica          | Fabbricazione            |
| EP                   | Oasi Innevata           | Arrampicata              |
| EP                   | Oasi Innevata           | Sci                      |
| EP                   | Oasi Innevata           | Snowboarding             |
| EP                   | Vita in Campagna        | Punto croce              |
| EP                   | Vita da Liceali         | Imprenditorialità        |
| EP                   | Vita nel Ranch          | Equitazione              |
| EP                   | Vita nel Ranch          | Fabbricazione di nettare |
| EP                   | Colpo di Fulmine        | Romanticismo             |
| EP                   | Vita e Morte            | Tanatologia              |
| EP                   | Hobby & Attività        | Tatuatura                |
| EP                   | Hobby & Attività        | Ceramica                 |
| GP                   | Gita all'aria aperta    | Erboristeria             |
| GP                   | Un giorno alla Spa      | Benessere                |
| GP                   | Vampiri                 | Organo                   |
| GP                   | Vampiri                 | Tradizione vampiresca    |
| GP                   | Vita da Genitori        | Genitorialità            |
| GP                   | Avventura nella Giungla | Archeologia              |
| GP                   | Avventura nella Giungla | Cultura Selvadoregna     |
| SP                   | Serata Bowling          | Bowling                  |
| SP                   | Portento del Punto      | Lavoro a maglia          |
| SP                   | Fenomeni Paranormali    | Medium                   |
| SP                   | Creazioni di Cristallo  | Gemmologia               |

### Precisazioni
1. 1 2 3 4 5 6  Lavoro part time.
2. ↑  Se presenti DLC, è l'unica morte disponibile anche per gli animali.
3. ↑  Nel Gioco base solo sim anziani; con Vita Universitaria dai giovani adulti in poi.
4. ↑  Da non confondersi con Folgorazione.
5. ↑  Solo sim anziani.
6. ↑  Riferimento a Beetlejuice.
7. ↑  Una forma di soffocamento dovuta alla sauna.

### Collegamenti
1. ↑   Compra The Sims™ 4 Al Lavoro! Expansion Pack - Electronic Arts, su www.ea.com. URL consultato il 21 settembre 2024.
2. ↑   Compra The Sims™ 4 Usciamo Insieme! Expansion Pack - Electronic Arts, su www.ea.com. URL consultato il 21 settembre 2024.
3. ↑   Compra The Sims™ 4 Vita in Città Expansion Pack - Electronic Arts, su www.ea.com. URL consultato il 21 settembre 2024.
4. ↑   Compra The Sims™ 4 Cani & Gatti Expansion Pack - Electronic Arts, su www.ea.com. URL consultato il 21 settembre 2024.
5. ↑   Compra The Sims™ 4 Stagioni Expansion Pack - Electronic Arts, su www.ea.com. URL consultato il 21 settembre 2024.
6. ↑   Compra The Sims™ 4 Nuove Stelle Expansion Pack - Electronic Arts, su www.ea.com. URL consultato il 21 settembre 2024.
7. ↑   Compra The Sims™ 4 Vita sull'Isola Expansion Pack - Electronic Arts, su www.ea.com. URL consultato il 21 settembre 2024.
8. ↑   Compra The Sims™ 4 Vita Universitaria Expansion Pack - Electronic Arts, su www.ea.com. URL consultato il 21 settembre 2024.
9. ↑   Compra The Sims™ 4 Vita Ecologica Expansion Pack - Electronic Arts, su www.ea.com. URL consultato il 21 settembre 2024.
10. ↑   Compra The Sims™ 4 Oasi Innevata Expansion Pack - Electronic Arts, su www.ea.com. URL consultato il 21 settembre 2024.
11. ↑   Compra The Sims™ 4 Vita in Campagna Expansion Pack - Electronic Arts, su www.ea.com. URL consultato il 21 settembre 2024.
12. ↑   Compra The Sims™ 4 Vita da Liceali Expansion Pack - Electronic Arts, su www.ea.com. URL consultato il 21 settembre 2024.
13. ↑   Compra The Sims™ 4 Cresciamo Insieme Expansion Pack - Electronic Arts, su www.ea.com. URL consultato il 21 settembre 2024.
14. ↑   Compra The Sims™ 4 Vita nel Ranch Expansion Pack Expansion Pack - Electronic Arts, su www.ea.com. URL consultato il 21 settembre 2024.
15. ↑   Compra The Sims™ 4 In Affitto Expansion Pack Expansion Pack - Electronic Arts, su www.ea.com. URL consultato il 21 settembre 2024.
16. ↑   Compra The Sims™ 4 Colpo di Fulmine Expansion Pack Expansion Pack - Electronic Arts, su www.ea.com. URL consultato il 21 settembre 2024.
17. ↑   Compra The Sims™ 4 Vita & Morte Expansion Pack Expansion Pack - Electronic Arts, su www.ea.com. URL consultato il 6 ottobre 2024.
18. ↑   Compra The Sims™ 4 Hobby & Attività Expansion Pack Expansion Pack - Electronic Arts, su www.ea.com. URL consultato il 6 febbraio 2025.
19. ↑   Compra The Sims™ 4 Natura Incantata Expansion Pack Expansion Pack - Electronic Arts, su www.ea.com. URL consultato il 12 giugno 2025.
20. ↑   Compra The Sims 4 Gita All'Aria Aperta Game Pack - Electronic Arts, su www.ea.com. URL consultato il 21 settembre 2024.
21. ↑   Compra The Sims™ 4 Un giorno alla Spa Game Pack - Electronic Arts, su www.ea.com. URL consultato il 21 settembre 2024.
22. ↑   Compra The Sims™ 4 Mangiamo Fuori Game Pack - Electronic Arts, su www.ea.com. URL consultato il 21 settembre 2024.
23. ↑   Compra The Sims™ 4 Vampiri Game Pack - Electronic Arts, su www.ea.com. URL consultato il 21 settembre 2024.
24. ↑   Compra The Sims™ 4 Vita da Genitori Game Pack - Electronic Arts, su www.ea.com. URL consultato il 21 settembre 2024.
25. ↑   Compra The Sims™ 4 Avventura nella Giungla Game Pack - Electronic Arts, su www.ea.com. URL consultato il 21 settembre 2024.
26. ↑   Compra The Sims™ 4 StrangerVille Game Pack - Electronic Arts, su www.ea.com. URL consultato il 21 settembre 2024.
27. ↑   Compra The Sims™ 4 Regno della Magia Game Pack - Electronic Arts, su www.ea.com. URL consultato il 21 settembre 2024.
28. ↑   Compra The Sims™ 4 Star Wars™: Viaggio a Batuu Game Pack Game Pack - Electronic Arts, su www.ea.com. URL consultato il 21 settembre 2024.
29. ↑   Compra The Sims™ 4 Arredi da Sogno Game Pack Game Pack - Electronic Arts, su www.ea.com. URL consultato il 21 settembre 2024.
30. ↑   Compra The Sims™ 4 Il Mio Matrimonio Game Pack Game Pack - Electronic Arts, su www.ea.com. URL consultato il 21 settembre 2024.
31. ↑   Compra The Sims™ 4 Lupi Mannari Game Pack Game Pack - Electronic Arts, su www.ea.com. URL consultato il 21 settembre 2024.
32. ↑   Compra The Sims™ 4 Feste di lusso Stuff Stuff Pack - Electronic Arts, su www.ea.com. URL consultato il 21 settembre 2024.
33. ↑   Compra The Sims™ 4 Esterni da Sogno Stuff Stuff Pack - Electronic Arts, su www.ea.com. URL consultato il 21 settembre 2024.
34. ↑   Compra The Sims™ 4 Cucina Perfetta Stuff Stuff Pack - Electronic Arts, su www.ea.com. URL consultato il 21 settembre 2024.
35. ↑   Compra The Sims™ 4 Accessori da Brivido Stuff Stuff Pack - Electronic Arts, su www.ea.com. URL consultato il 21 settembre 2024.
36. ↑   Compra The Sims™ 4 Serata Cinema Stuff Stuff Pack - Electronic Arts, su www.ea.com. URL consultato il 21 settembre 2024.
37. ↑   Compra The Sims™ 4 Giardini Romantici Stuff Stuff Pack - Electronic Arts, su www.ea.com. URL consultato il 21 settembre 2024.
38. ↑   Compra The Sims™ 4 Stanza dei Bimbi Stuff Stuff Pack - Electronic Arts, su www.ea.com. URL consultato il 21 settembre 2024.
39. ↑   Compra The Sims™ 4 Divertimento in Cortile Stuff Stuff Pack - Electronic Arts, su www.ea.com. URL consultato il 21 settembre 2024.
40. ↑   Compra The Sims™ 4 Vintage Glamour Stuff Stuff Pack - Electronic Arts, su www.ea.com. URL consultato il 21 settembre 2024.
41. ↑   Compra The Sims™ 4 Serata Bowling Stuff Stuff Pack - Electronic Arts, su www.ea.com. URL consultato il 21 settembre 2024.
42. ↑   Compra The Sims™ 4 Fitness Stuff Stuff Pack - Electronic Arts, su www.ea.com. URL consultato il 21 settembre 2024.
43. ↑   Compra The Sims™ 4 Bebè Stuff Stuff Pack - Electronic Arts, su www.ea.com. URL consultato il 21 settembre 2024.
44. ↑   Compra The Sims™ 4 Giorno di Bucato Stuff Stuff Pack - Electronic Arts, su www.ea.com. URL consultato il 21 settembre 2024.
45. ↑   Compra The Sims™ 4 Il Mio Primo Animale Stuff Stuff Pack - Electronic Arts, su www.ea.com. URL consultato il 21 settembre 2024.
46. ↑   Compra The Sims™ 4 Moschino Stuff Pack Stuff Pack - Electronic Arts, su www.ea.com. URL consultato il 21 settembre 2024.
47. ↑   Compra The Sims™ 4 Mini Case Stuff Pack Stuff Pack - Electronic Arts, su www.ea.com. URL consultato il 21 settembre 2024.
48. ↑   Compra The Sims™ 4 Portento del Punto Stuff Pack Stuff Pack - Electronic Arts, su www.ea.com. URL consultato il 21 settembre 2024.
49. ↑   Compra The Sims™ 4 Fenomeni Paranormali Stuff Pack Stuff Pack - Electronic Arts, su www.ea.com. URL consultato il 21 settembre 2024.
50. ↑   Compra The Sims™ 4 Frenesie ai Fornelli Stuff Pack Stuff Pack - Electronic Arts, su www.ea.com. URL consultato il 21 settembre 2024.
51. ↑   Compra The Sims™ 4 Creazioni di Cristallo Stuff Pack Stuff Pack - Electronic Arts, su www.ea.com. URL consultato il 21 settembre 2024.
52. ↑   Compra The Sims™ 4 Moda Rétro Kit Kit - Electronic Arts, su www.ea.com. URL consultato il 21 settembre 2024.
53. ↑   Compra The Sims™ 4 Cucina di Campagna Kit Kit - Electronic Arts, su www.ea.com. URL consultato il 21 settembre 2024.
54. ↑   Compra The Sims™ 4 Pulizie di Primavera Kit Kit - Electronic Arts, su www.ea.com. URL consultato il 21 settembre 2024.
55. ↑   Compra The Sims™ 4 Oasi in Giardino Kit Kit - Electronic Arts, su www.ea.com. URL consultato il 21 settembre 2024.
56. ↑   Compra The Sims™ 4 Loft Industriale Kit Kit - Electronic Arts, su www.ea.com. URL consultato il 21 settembre 2024.
57. ↑   Compra The Sims™ 4 Viaggio a Incheon Kit Kit - Electronic Arts, su www.ea.com. URL consultato il 21 settembre 2024.
58. ↑   Compra The Sims™ 4 Fashion Street Kit Kit - Electronic Arts, su www.ea.com. URL consultato il 21 settembre 2024.
59. ↑   Compra The Sims™ 4 Interni Floreali Kit Kit - Electronic Arts, su www.ea.com. URL consultato il 21 settembre 2024.
60. ↑   Compra The Sims™ 4 Modern Menswear Kit Kit - Electronic Arts, su www.ea.com. URL consultato il 21 settembre 2024.
61. ↑   Compra The Sims™ 4 Colori di Carnevale Kit Kit - Electronic Arts, su www.ea.com. URL consultato il 21 settembre 2024.
62. ↑   Compra The Sims™ 4 Arredamento Massimalista Kit Kit - Electronic Arts, su www.ea.com. URL consultato il 21 settembre 2024.
63. ↑   Compra The Sims™ 4 Chic al Chiaro di Luna Kit Kit - Electronic Arts, su www.ea.com. URL consultato il 21 settembre 2024.
64. ↑   Compra The Sims™ 4 Piccoli Campeggiatori Kit Kit - Electronic Arts, su www.ea.com. URL consultato il 21 settembre 2024.
65. ↑   Compra The Sims™ 4 Primi Passi nella Moda Kit Kit - Electronic Arts, su www.ea.com. URL consultato il 21 settembre 2024.
66. ↑   Compra The Sims™ 4 Lusso nel Deserto Kit Kit - Electronic Arts, su www.ea.com. URL consultato il 21 settembre 2024.
67. ↑   Compra The Sims™ 4 Tinte Pastello Kit Kit - Electronic Arts, su www.ea.com. URL consultato il 21 settembre 2024.
68. ↑   Compra The Sims™ 4 Oggettini Quotidiani Kit Kit - Electronic Arts, su www.ea.com. URL consultato il 21 settembre 2024.
69. ↑   Compra The Sims™ 4 Collezione Simtima Kit Kit - Electronic Arts, su www.ea.com. URL consultato il 21 settembre 2024.
70. ↑   Compra The Sims™ 4 Oggettini da Bagno Kit Kit - Electronic Arts, su www.ea.com. URL consultato il 21 settembre 2024.
71. ↑   Compra The Sims™ 4 Oasi Verde Kit Kit - Electronic Arts, su www.ea.com. URL consultato il 21 settembre 2024.
72. ↑   Compra The Sims™ 4 Tesori Nascosti Kit Kit - Electronic Arts, su www.ea.com. URL consultato il 21 settembre 2024.
73. ↑   Compra The Sims™ 4 Grunge Revival Kit Kit - Electronic Arts, su www.ea.com. URL consultato il 21 settembre 2024.
74. ↑   Compra The Sims™ 4 Angolo dei Libri Kit Kit - Electronic Arts, su www.ea.com. URL consultato il 21 settembre 2024.
75. ↑   Compra The Sims™ 4 Un Tuffo in Piscina Kit Kit - Electronic Arts, su www.ea.com. URL consultato il 21 settembre 2024.
76. ↑   Compra The Sims™ 4 Lusso Moderno Kit Kit - Electronic Arts, su www.ea.com. URL consultato il 21 settembre 2024.
77. ↑   Compra The Sims™ 4 Goth a Gogo Kit Kit - Electronic Arts, su www.ea.com. URL consultato il 21 settembre 2024.
78. ↑   Compra The Sims™ 4 Castelli di Classe Kit Kit - Electronic Arts, su www.ea.com. URL consultato il 21 settembre 2024.
79. ↑   Compra The Sims™ 4 Omaggio Urbano Kit Kit - Electronic Arts, su www.ea.com. URL consultato il 21 settembre 2024.
80. ↑   Compra The Sims™ 4 Feste da Manuale Kit Kit - Electronic Arts, su www.ea.com. URL consultato il 21 settembre 2024.
81. ↑   Compra The Sims™ 4 Accogliente bistrò Kit Kit - Electronic Arts, su www.ea.com. URL consultato il 21 settembre 2024.
82. ↑   Compra The Sims™ 4 Rifugio in Riviera Kit Kit - Electronic Arts, su www.ea.com. URL consultato il 21 settembre 2024.
83. ↑   Compra The Sims™ 4 Atelier Kit Kit - Electronic Arts, su www.ea.com. URL consultato il 21 settembre 2024.
84. ↑   Compra The Sims™ 4 Cameretta Fiabesca Kit Kit - Electronic Arts, su www.ea.com. URL consultato il 21 settembre 2024.
85. ↑   Compra The Sims™ 4 Rifugio Segreto Kit Kit - Electronic Arts, su www.ea.com. URL consultato il 6 marzo 2025.
86. ↑   Compra The Sims™ 4 Postazione da Gamer Kit Kit - Electronic Arts, su www.ea.com. URL consultato il 6 marzo 2025.
87. ↑   Compra The Sims™ 4 Casa Casanova Kit Kit - Electronic Arts, su www.ea.com. URL consultato il 6 marzo 2025.
88. ↑   Compra The Sims™ 4 Salotto Retrò Kit Kit - Electronic Arts, su www.ea.com. URL consultato il 29 novembre 2024.
89. ↑   Compra The Sims™ 4 Pigiama Party Kit Kit - Electronic Arts, su www.ea.com. URL consultato il 29 novembre 2024.
90. ↑   Compra The Sims™ 4 Business Chic Kit Kit - Electronic Arts, su www.ea.com. URL consultato il 31 gennaio 2025.
91. ↑   Compra The Sims™ 4 Soggiorno Raffinato Kit Kit - Electronic Arts, su www.ea.com. URL consultato il 31 gennaio 2025.
92. ↑   Compra The Sims™ 4 Dolce Attrazione Kit Kit - Electronic Arts, su www.ea.com. URL consultato il 10 aprile 2025.
93. ↑   Compra The Sims™ 4 Bagno Raffinato Kit Kit - Electronic Arts, su www.ea.com. URL consultato il 10 aprile 2025.